# رود چریوخا
رود چریوخا (انگلیسی: Cheryokha) یک رودخانه در استان پسکوف کشور روسیه است.